# 酥油茶

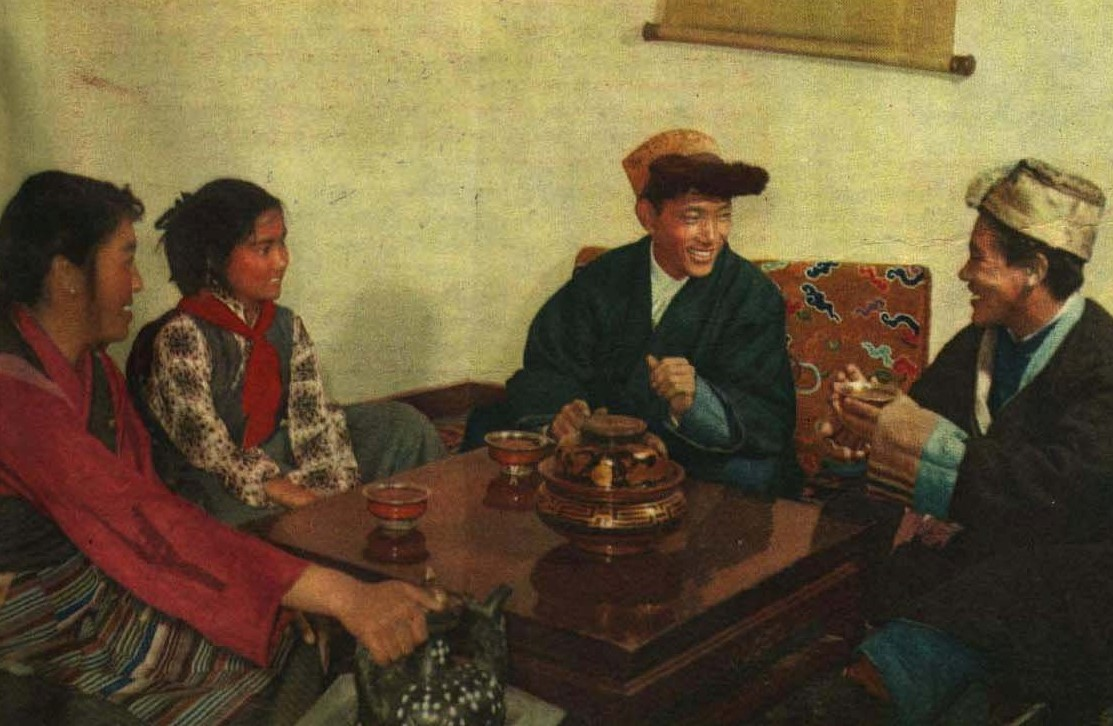
1962年 藏族人喝酥油茶的绘画写真

酥油茶（藏語：ཇ་བསྲུབས་མ་，威利转写：ja-bsrubs-ma，藏语拼音：Qasubma）是西藏的特色茶饮料。多作为主食与糌粑一起食用，有御寒提神醒脑、生津止渴的作用。此种饮料用酥油和浓茶加工而成。制作酥油茶需将砖茶用水煮好，加入酥油和盐，放到一个细长的木桶中，用一根搅棒用力搅打，使其成为乳浊液。另一种方式是将酥油和茶放到一个皮袋中，扎紧袋口，用木棒用力敲打。所以配置酥油茶叫“打”酥油茶。是女主人招待客人的一项非常费力之工作，现在也可以用电动搅拌机配置。
由于砖茶含鞣酸多，刺激肠胃蠕动加快消化，单喝极易饥饿，必须加酥油或牛奶，蒙古族一般喝奶茶，西藏牦牛产奶量不大，普遍用酥油茶招待客人。
中共中央党校副教授强舸指出，早年藏族因为物质贫乏，酥油很少，只能给老人、客人和要干活的成年人吃。为防止自控能力差、嘴馋的小孩子偷吃，就编出“小孩子吃酥油茶烂耳朵”的谎话吓唬小孩子。